# اس‌ام یوبی-۹
اس‌ام یوبی-۹ (به انگلیسی: SM UB-9) یک زیردریایی بود که طول آن ۹۱ فوت ۶ اینچ (۲۷٫۸۹ متر) بود. این زیردریایی در سال ۱۹۱۵ ساخته شد.